# Clàssica Terres de l'Ebre
De Clàssica Terres de l'Ebre is een Spaanse wielerwedstrijd die sinds 2024 jaarlijks plaatsvindt in het zuiden van Catalonië. De eerste editie kende een 1.2-classificatie en maakte direct deel uit van de UCI Europe Tour, per 2025 is de Clàssica gepromoveerd tot een 1.1-wedstrijd.

## Lijst van winnaars

### Overwinningen per land
| Overwinningen | Land           |
| ------------- | -------------- |
| 1             | Mexico, Spanje |